# Giải vô địch bóng đá U-17 thế giới 2011
Giải vô địch bóng đá U-17 thế giới 2011 (tiếng Anh: 2011 FIFA U-17 World Cup - Mexico; tiếng Tây Ban Nha: Copa Mundial Sub-17 de la FIFA México 2011) là giải đấu lần thứ 14 của Giải vô địch bóng đá U-17 thế giới, và là lần thứ 11 kể từ khi giải thay đổi giới hạn tuổi từ dưới 16 tuổi tới dưới 17 tuổi vào năm 1991. Giải đấu được tổ chức ở México và diễn ra tại nhiều sân vận động khác nhau từ ngày 18 tháng 6 đến ngày 10 tháng 7 năm 2011. Mexico sau khi đánh bại Uruguay 2-0 đã giành chức vô địch và trở thành đội đầu tiên đoạt cúp với tư cách nước chủ nhà. Đây cũng là lần thứ 2 họ vô địch giải này.
Đã có sự xác nhận từ đại hội lần thứ 58 của FIFA tại Sydney, Úc rằng México sẽ trở thành nước chủ nhà, đánh bại các ứng cử viên khác là Cộng hòa Séc và Iran.

## Điều kiện cầu thủ
Chỉ những cầu thủ sinh vào hoặc sau ngày 1 tháng 1 năm 1994 mới đủ điều kiện tham dự FIFA U-17 World Cup 2011.

## Sân vận động
Sau khi giành quyền đăng cai Giải vô địch bóng đá thế giới U-17 2011, chủ tịch Liên đoàn bóng đá Mexico, Justino Compéan, đã phát biểu trong một cuộc phỏng vấn tại Sydney, Úc, rằng Sân vận động Corona, ở Torreón, sẽ là một trong những địa điểm tổ chức thi đấu. Ông cũng đề cập rằng Monterrey, Ciudad Juárez, Querétaro, Tijuana, Pachuca và Aguascalientes cũng là những địa điểm thích hợp.
Sân vận động Azteca ở Thành phố México, sau khi đã tổ chức những sự kiện lớn, như World Cup 1970 và 1986, Giải vô địch bóng đá U-20 thế giới 1983, Cúp Liên đoàn các châu lục 1999 và trận chung kết môn bóng đá Thế vận hội Mùa hè 1968, sẽ là nơi diễn ra trận tranh hạng 3 và trận chung kết của giải.
| Thành phố México                                    | Zapopan (vùng đô thị Guadalajara)                                  | San Nicolás de los Garza (vùng đô thị Monterrey)                   |
| --------------------------------------------------- | ------------------------------------------------------------------ | ------------------------------------------------------------------ |
| Sân vận động Azteca                                 | Sân vận động Omnilife (Sân vận động Guadalajara)                   | Sân vận động Universitario                                         |
| 19°18′10,8″B 99°09′1,59″T / 19,3°B 99,15°T          | 20°40′54″B 103°27′46″T / 20,68167°B 103,46278°T                    | 25°43′22,1″B 100°18′43,4″T / 25,71667°B 100,3°T                    |
| Sức chứa: 105.000                                   | Sức chứa: 49.850                                                   | Sức chứa: 42.000                                                   |
|                                                     |                                                                    |                                                                    |
| Morelia                                             | Thành phố MéxicoGuadalajaraMonterreyQuerétaroMoreliaPachucaTorreón | Thành phố MéxicoGuadalajaraMonterreyQuerétaroMoreliaPachucaTorreón |
| Sân vận động Morelos                                | Thành phố MéxicoGuadalajaraMonterreyQuerétaroMoreliaPachucaTorreón | Thành phố MéxicoGuadalajaraMonterreyQuerétaroMoreliaPachucaTorreón |
| 19°43′7,47″B 101°14′1,04″T / 19,71667°B 101,23333°T | Thành phố MéxicoGuadalajaraMonterreyQuerétaroMoreliaPachucaTorreón | Thành phố MéxicoGuadalajaraMonterreyQuerétaroMoreliaPachucaTorreón |
| Sức chứa: 35.000                                    | Thành phố MéxicoGuadalajaraMonterreyQuerétaroMoreliaPachucaTorreón | Thành phố MéxicoGuadalajaraMonterreyQuerétaroMoreliaPachucaTorreón |
|                                                     | Thành phố MéxicoGuadalajaraMonterreyQuerétaroMoreliaPachucaTorreón | Thành phố MéxicoGuadalajaraMonterreyQuerétaroMoreliaPachucaTorreón |
| Querétaro                                           | Pachuca                                                            | Torreón                                                            |
| Sân vận động Corregidora                            | Sân vận động Hidalgo                                               | Sân vận động Corona (Sân vận động Torreón)                         |
| 20°34′39,6″B 100°21′58,9″T / 20,56667°B 100,35°T    | 20°06′18,52″B 98°45′22,01″T / 20,1°B 98,75°T                       | 25°33′18″B 103°24′11″T / 25,555°B 103,40306°T                      |
| Sức chứa: 33.277                                    | Sức chứa: 30.000                                                   | Sức chứa: 30.000                                                   |
|                                                     |                                                                    |                                                                    |

## Các đội tuyển

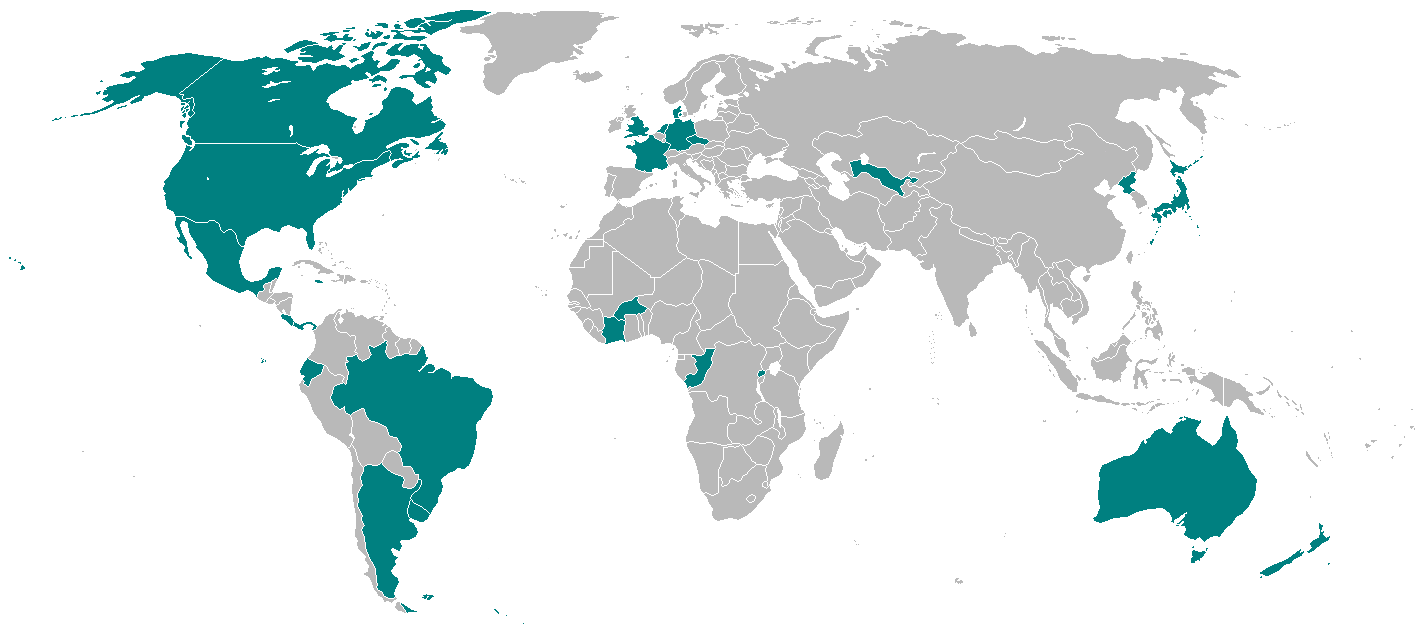

Ngoài nước chủ nhà Mexico, 23 quốc gia tới từ 6 châu lục khác nhau đã giành quyền vào vòng chung kết.
| Liên Đoàn    | Giải đấu vòng loại                            | Các đội giành quyền                                     |
| ------------ | --------------------------------------------- | ------------------------------------------------------- |
| AFC          | Giải vô địch bóng đá U-16 châu Á 2010         | CHDCND Triều Tiên · Uzbekistan1 · Úc · Nhật Bản         |
| CAF          | Giải vô địch bóng đá U-17 châu Phi 2011       | Burkina Faso · Rwanda1 · Cộng hòa Congo · Bờ Biển Ngà   |
| CONCACAF     | Giải vô địch bóng đá U-17 CONCACAF 2011       | Hoa Kỳ · Canada · Panama1 · Jamaica                     |
| CONMEBOL     | Giải vô địch bóng đá U-17 Nam Mỹ 2011         | Brasil · Uruguay · Argentina · Ecuador                  |
| OFC          | Giải vô địch bóng đá U-17 châu Đại Dương 2011 | New Zealand                                             |
| UEFA         | Giải vô địch bóng đá U-17 châu Âu 2011        | Hà Lan · Đức · Đan Mạch1 · Anh · Cộng hòa Séc2 · Pháp · |
| Nước chủ nhà | Nước chủ nhà                                  | México                                                  |

1.^ Các đội tuyển lần đầu tiên tham dự.
2.^ Cộng hòa Séc lần đầu tiên tham dự với tư cách là một quốc gia độc lập. Tiệp Khắc (cũ) chỉ giành quyền tham dự 1 lần vào năm 1993.

## Trọng tài
| châu Phi - Neant Alioum - Trợ lý trọng tài: Djibril Camara, Zakhele Siwela - Helder Martins de Carvalho - Trợ lý trọng tài: Felicien Kabanda, Aden Range Marwa châu Á - Ali Hamad Al-Badwawi - Trợ lý trọng tài: Hamad Suliman Al Mayahi, Reza Sokhandan - Nawaf Ghayyath Shukralla - Trợ lý trọng tài: Yaser Abdulla Tulefat, Khaled Al Allan châu Âu - Tony Chapron - Trợ lý trọng tài: Emmanuel Boisdenghien, Fredji Harchay - Pavel Královec - Trợ lý trọng tài: Martin Wilczek, Miroslav Zlamal - Svein Oddvar Moen - Trợ lý trọng tài: Frank Andas, Kim Haglund - Bas Nijhuis - Trợ lý trọng tài: Angelo Boonman, Erwin Zeinstra - Alexey Nikolaev - Trợ lý trọng tài: Anton Averianov, Tikhon Kalugin - Stephen Studer - Trợ lý trọng tài: Sandro Pozzi, Raffael Zeder |  | Bắc, Trung Mỹ và Caribe - Raymon Bogle - Trợ lý trọng tài: Stephen Brown, Dion Neil - Roberto García Orozco - Trợ lý trọng tài: Alejandro Ayala, Víctor Calderón châu Đại Dương - Norbert Hauata - Trợ lý trọng tài: David Charles, Mark Rule Nam Mỹ - Diego Abal - Trợ lý trọng tài: Alejo Castany, Gustavo Esquivel - Víctor Carrillo - Trợ lý trọng tài: Jonny Bossio, César Escano - Omar Ponce - Trợ lý trọng tài: Carlos Herrera, Christian Lescano Danh sách dự bị - Elmer Bonilla - Trợ lý trọng tài: Keytzell Corrales, Octavio Jarra - Paul Delgadillo - Trợ lý trọng tài: Marcos Quintero, Salvador Rodríguez - Jafaeth Perea Amador - Trợ lý trọng tài: Ricardo Daniel Ake, Juan Antonio Rodas |

## Vòng bảng
Buổi lễ bốc thăm chia bảng được tổ chức vào ngày 17 tháng 5 năm 2011 tại hội trường hòa nhạc Sala Nezahualcóyotl.
Các đội được phân nhóm hạt giống như sau:
| Nhóm A                                             | Nhóm B                                                                         | Nhóm C                                                             | Nhóm D                                                        |
| -------------------------------------------------- | ------------------------------------------------------------------------------ | ------------------------------------------------------------------ | ------------------------------------------------------------- |
| México · Đức · Anh · Brasil · Argentina · Hoa Kỳ · | Cộng hòa Congo · Burkina Faso · Bờ Biển Ngà · Rwanda · Jamaica · New Zealand · | Canada · Panama · Nhật Bản · CHDCND Triều Tiên · Úc · Uzbekistan · | Đan Mạch · Hà Lan · Pháp · Cộng hòa Séc · Uruguay · Ecuador · |

Các đội đúng thứ 1 và thứ 2 ở mỗi bảng, cùng 4 đội đứng thứ 3 có thành tích tốt nhất sẽ giành quyền vào vòng đấu loại trực tiếp (vòng 1/16).
Tiêu chí xếp loại
Trong trường hợp có hai hay nhiều đội bằng điểm nhau sau khi vòng đấu bảng kết thúc, việc phân định ngôi thứ sẽ dựa trên các tiêu chuẩn sau:
1. Hiệu số bàn thắng bại trong tất cả các trận đấu vòng bảng;
2. Số bàn thắng ghi được trong tất cả các trận đấu vòng bảng;
3. Số điểm giành được trong các trận đối đầu trực tiếp;
4. Hiệu số bàn thắng bại trong các trận đối đầu trực tiếp;
5. Số bàn thắng ghi được trong các trận đối đầu trực tiếp ở vòng bảng;
6. Ủy ban tổ chức tiến hành bốc thăm.

Việc xếp hạng các đội đứng thứ 3 ở mỗi bảng được xác định bởi những tiêu chí sau, 4 đội có thành tích tốt nhất sẽ được vào vòng 1/16:
1. Điểm số
2. Hiệu số bàn thắng bại trong tất cả các trận đấu vòng bảng;
3. Sô bàn thắng ghi được trong tất cả các trận đấu vòng bảng;
4. Ủy ban tổ chức tiến hành bốc thăm.

| Chú thích | Chú thích                                                                            |
| --------- | ------------------------------------------------------------------------------------ |
|           | Đội đầu bảng, nhì bảng, và 4 đội đứng thứ 3 có thành tích tốt nhất lọt vào Vòng 1/16 |

Giờ thi đấu tính theo giờ địa phương (UTC−05:00).

### Bảng A

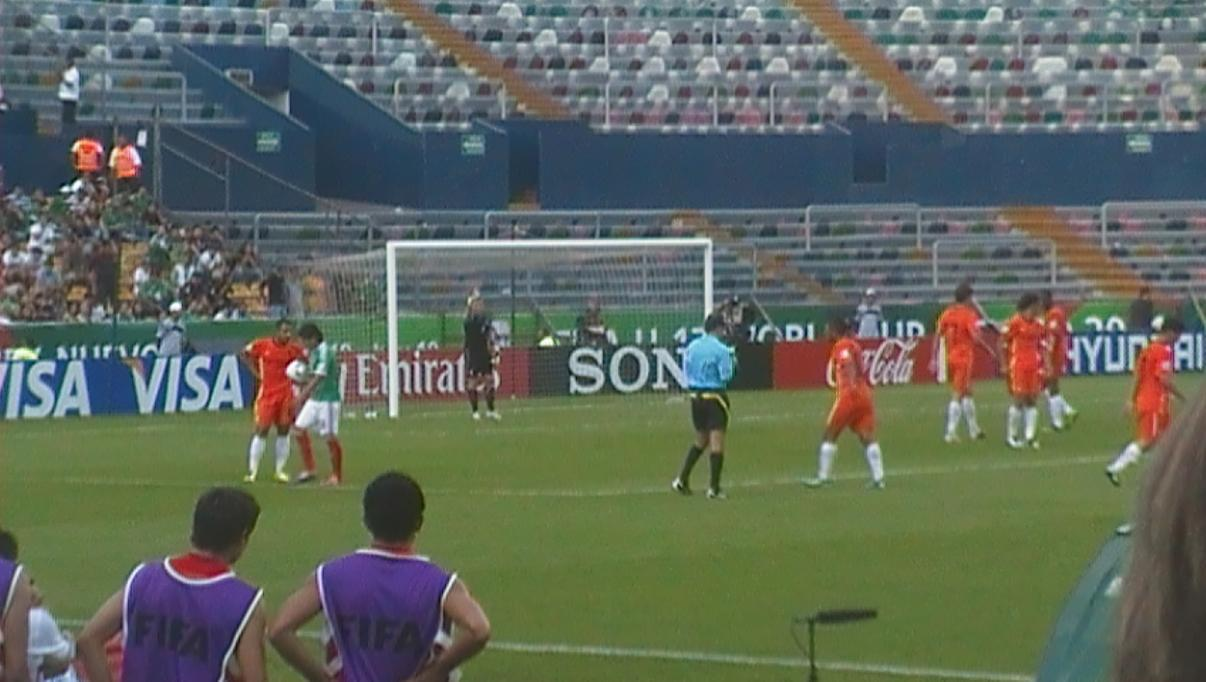
Pha sút phạt trong trận Mexico - Hà Lan

| Đội               | Trận | Thắng | Hòa | Thua | BT | BB | HS | Điểm |
| ----------------- | ---- | ----- | --- | ---- | -- | -- | -- | ---- |
| México            | 3    | 3     | 0   | 0    | 8  | 4  | +4 | 9    |
| Cộng hòa Congo    | 3    | 1     | 1   | 1    | 3  | 3  | 0  | 4    |
| CHDCND Triều Tiên | 3    | 0     | 2   | 1    | 3  | 5  | –2 | 2    |
| Hà Lan            | 3    | 0     | 1   | 2    | 3  | 5  | –2 | 1    |

| México                                         | 3–1      | CHDCND Triều Tiên |
| ---------------------------------------------- | -------- | ----------------- |
| Fierro 37' · Jong K. 68' (l.n.) · Casillas 86' | Chi tiết | Jo 3'             |

| Cộng hòa Congo | 1–0      | Hà Lan |
| -------------- | -------- | ------ |
| Kounkou 53'    | Chi tiết |        |

| CHDCND Triều Tiên | 1–1      | Hà Lan          |
| ----------------- | -------- | --------------- |
| Kang N. 48'       | chi tiết | Gravenberch 75' |

| México                      | 2–1      | Cộng hòa Congo |
| --------------------------- | -------- | -------------- |
| Espericueta 40' · Gómez 85' | Chi tiết | Epako 73'      |

| CHDCND Triều Tiên | 1–1      | Cộng hòa Congo |
| ----------------- | -------- | -------------- |
| Ju 14'            | chi tiết | Nkounkou 75'   |

| México                                     | 3–2      | Hà Lan                   |
| ------------------------------------------ | -------- | ------------------------ |
| Casillas 29' · Fierro 43' · González 90+4' | chi tiết | Depay 47' · Ebecilio 63' |

### Bảng B
| Đội       | Trận | Thắng | Hòa | Thua | BT | BB | HS | Điểm |
| --------- | ---- | ----- | --- | ---- | -- | -- | -- | ---- |
| Nhật Bản  | 3    | 2     | 1   | 0    | 5  | 2  | +3 | 7    |
| Pháp      | 3    | 1     | 2   | 0    | 5  | 2  | +3 | 5    |
| Argentina | 3    | 1     | 0   | 2    | 3  | 7  | –4 | 3    |
| Jamaica   | 3    | 0     | 1   | 2    | 2  | 4  | –2 | 1    |

| Pháp                         | 3–0      | Argentina |
| ---------------------------- | -------- | --------- |
| Benzia 35', 45' · Haller 38' | chi tiết |           |

| Nhật Bản      | 1–0      | Jamaica |
| ------------- | -------- | ------- |
| Matsumoto 61' | chi tiết |         |

| Nhật Bản           | 1–1      | Pháp        |
| ------------------ | -------- | ----------- |
| Ishige 49' (ph.đ.) | chi tiết | Yaisien 24' |

| Jamaica    | 1–2      | Argentina            |
| ---------- | -------- | -------------------- |
| Barnes 89' | chi tiết | Silva 23' · Pugh 63' |

| Nhật Bản                         | 3–1      | Argentina    |
| -------------------------------- | -------- | ------------ |
| Takagi 4' · Ueda 20' · Akino 74' | chi tiết | Ferreira 87' |

| Jamaica  | 1–1      | Pháp       |
| -------- | -------- | ---------- |
| Lewis 9' | chi tiết | Benzia 58' |

### Bảng C
| Đội     | Trận | Thắng | Hòa | Thua | BT | BB | HS | Điểm |
| ------- | ---- | ----- | --- | ---- | -- | -- | -- | ---- |
| Anh     | 3    | 2     | 1   | 0    | 6  | 2  | +4 | 7    |
| Uruguay | 3    | 2     | 0   | 1    | 4  | 2  | +2 | 6    |
| Canada  | 3    | 0     | 2   | 1    | 2  | 5  | –3 | 2    |
| Rwanda  | 3    | 0     | 1   | 2    | 0  | 3  | –3 | 1    |

| Rwanda | 0–2      | Anh                     |
| ------ | -------- | ----------------------- |
|        | chi tiết | Hope 68' · Sterling 86' |

| Uruguay                                         | 3–0      | Canada |
| ----------------------------------------------- | -------- | ------ |
| Mascia 52' · Méndez 85' (ph.đ.) · Álvarez 90+3' | chi tiết |        |

| Uruguay    | 1–0      | Rwanda |
| ---------- | -------- | ------ |
| Pais 90+5' | chi tiết |        |

| Canada                   | 2–2      | Anh                      |
| ------------------------ | -------- | ------------------------ |
| Jalali 50' · Roberts 87' | chi tiết | Morgan 46' · Turgott 77' |

- Bàn thắng của Roberts ghi cho Canada đã đánh dấu lần đầu tiên 1 thủ môn ghi bàn tại vòng chung kết 1 giải đấu của FIFA.[8]

| Uruguay | 0–2      | Anh                        |
| ------- | -------- | -------------------------- |
|         | chi tiết | Chalobah 45' · Clayton 58' |

| Canada | 0–0      | Rwanda |
| ------ | -------- | ------ |
|        | chi tiết |        |

### Bảng D
| Đội          | Trận | Thắng | Hòa | Thua | BT | BB | HS | Điểm |
| ------------ | ---- | ----- | --- | ---- | -- | -- | -- | ---- |
| Uzbekistan   | 3    | 2     | 0   | 1    | 5  | 6  | –1 | 6    |
| Hoa Kỳ       | 3    | 1     | 1   | 1    | 4  | 2  | +2 | 4    |
| New Zealand  | 3    | 1     | 1   | 1    | 4  | 2  | +2 | 4    |
| Cộng hòa Séc | 3    | 1     | 0   | 2    | 2  | 5  | –3 | 3    |

Việc bốc thăm đã được tiến hành nhằm xác địch vị trí cuối cùng của Mỹ và New Zealand, do 2 đội đã kết thúc vòng bảng với điểm số, hiệu số bàn thắng, bàn thắng và thành tích đối đầu bằng nhau.
| Uzbekistan      | 1–4      | New Zealand                         |
| --------------- | -------- | ----------------------------------- |
| T. Khakimov 39' | chi tiết | Carmichael 10', 36', 53' · Vale 87' |

| Hoa Kỳ                                   | 3–0      | Cộng hòa Séc |
| ---------------------------------------- | -------- | ------------ |
| Guido 5' · E. Rodriguez 52' · Koroma 89' | chi tiết |              |

| Hoa Kỳ     | 1–2      | Uzbekistan                             |
| ---------- | -------- | -------------------------------------- |
| Koroma 47' | chi tiết | Davlatov 13' · Makhstaliev 54' (ph.đ.) |

| Cộng hòa Séc | 1–0      | New Zealand |
| ------------ | -------- | ----------- |
| Juliš 28'    | chi tiết |             |

| Hoa Kỳ | 0–0      | New Zealand |
| ------ | -------- | ----------- |
|        | chi tiết |             |

| Cộng hòa Séc      | 1–2      | Uzbekistan                        |
| ----------------- | -------- | --------------------------------- |
| Juliš 23' (ph.đ.) | chi tiết | T. Khakimov 44' · Makhstaliev 73' |

### Bảng E
| Đội          | Trận | Thắng | Hòa | Thua | BT | BB | HS  | Điểm |
| ------------ | ---- | ----- | --- | ---- | -- | -- | --- | ---- |
| Đức          | 3    | 3     | 0   | 0    | 11 | 1  | +10 | 9    |
| Ecuador      | 3    | 2     | 0   | 1    | 5  | 7  | –2  | 6    |
| Panama       | 3    | 1     | 0   | 2    | 2  | 4  | –2  | 3    |
| Burkina Faso | 3    | 0     | 0   | 3    | 0  | 6  | –6  | 0    |

| Đức                                                                 | 6–1      | Ecuador    |
| ------------------------------------------------------------------- | -------- | ---------- |
| Yesil 31', 69' · Röcker 54' · Aycicek 61' · Ducksch 85' · Aydin 90' | chi tiết | Gruezo 51' |

| Burkina Faso | 0–1      | Panama      |
| ------------ | -------- | ----------- |
|              | chi tiết | Aguilar 22' |

| Burkina Faso | 0–3      | Đức                                          |
| ------------ | -------- | -------------------------------------------- |
|              | chi tiết | Günter 4' · Aycicek 26' (ph.đ.) · Weiser 64' |

| Panama      | 1–2      | Ecuador                  |
| ----------- | -------- | ------------------------ |
| Aguilar 33' | chi tiết | Jaime 61' · Cevallos 82' |

| Burkina Faso | 0–2      | Ecuador                    |
| ------------ | -------- | -------------------------- |
|              | chi tiết | Cevallos 74' · Mercado 76' |

| Panama | 0–2      | Đức                    |
| ------ | -------- | ---------------------- |
|        | chi tiết | Aydin 10' · Weiser 39' |

### Bảng F
| Đội         | Trận | Thắng | Hòa | Thua | BT | BB | HS | Điểm |
| ----------- | ---- | ----- | --- | ---- | -- | -- | -- | ---- |
| Brasil      | 3    | 2     | 1   | 0    | 7  | 3  | +4 | 7    |
| Bờ Biển Ngà | 3    | 1     | 1   | 1    | 8  | 7  | +1 | 4    |
| Úc          | 3    | 1     | 1   | 1    | 3  | 3  | 0  | 4    |
| Đan Mạch    | 3    | 0     | 1   | 2    | 3  | 8  | –5 | 1    |

| Brasil                           | 3–0      | Đan Mạch |
| -------------------------------- | -------- | -------- |
| Ademilson 32', 78' · Wallace 57' | chi tiết |          |

| Úc                            | 2–1      | Bờ Biển Ngà      |
| ----------------------------- | -------- | ---------------- |
| Makarounas 51' · Tombides 77' | chi tiết | S. Coulibaly 18' |

| Úc | 0–1      | Brasil     |
| -- | -------- | ---------- |
|    | chi tiết | Adryan 76' |

| Bờ Biển Ngà                             | 4–2      | Đan Mạch                |
| --------------------------------------- | -------- | ----------------------- |
| S. Coulibaly 23', 37', 41' (ph.đ.), 69' | chi tiết | Zohore 9' · Fischer 32' |

| Bờ Biển Ngà                | 3–3      | Brasil                                         |
| -------------------------- | -------- | ---------------------------------------------- |
| S. Coulibaly 11', 33', 58' | chi tiết | Lucas Piazón 8' · Ademilson 14' · Adryan 90+3' |

| Úc            | 1–1      | Đan Mạch     |
| ------------- | -------- | ------------ |
| Remington 89' | chi tiết | Sørensen 35' |

- Trận đấu ban đầu diễn ra vào ngày 26 tháng 6 năm 2011 (18:00 giờ), nhưng đã bị hoãn lại sau 25 phút do cơn mưa rất lớn kèm theo sấm sét (khi đó Đan Mạch đang dẫn trước 1–0 nhờ bàn thắng ở phút 11 của Viktor Fischer). Sau 1 tiếng rưỡi trì hoãn điều kiện thời tiết vẫn không được cải thiện dẫn đến việc ban tổ chức quyết định hủy kết quả trận đấu và tổ chức đá lại (bắt đầu từ 0–0) vào ngày hôm sau, 27 tháng 6 năm 2011 (lúc 10:00 giờ) tại Sân vận động Corregidora ở Querétaro.[10]

### Bảng xếp hạng các đội đứng thứ 3
| Bảng | Đội               | Trận | Thắng | Hòa | Thua | BT | BB | HS | Điểm |
| ---- | ----------------- | ---- | ----- | --- | ---- | -- | -- | -- | ---- |
| D    | New Zealand       | 3    | 1     | 1   | 1    | 4  | 2  | +2 | 4    |
| F    | Úc                | 3    | 1     | 1   | 1    | 3  | 3  | 0  | 4    |
| E    | Panama            | 3    | 1     | 0   | 2    | 2  | 4  | –2 | 3    |
| B    | Argentina         | 3    | 1     | 0   | 2    | 3  | 7  | –4 | 3    |
| A    | CHDCND Triều Tiên | 3    | 0     | 2   | 1    | 3  | 5  | –2 | 2    |
| C    | Canada            | 3    | 0     | 2   | 1    | 2  | 5  | –3 | 2    |

## Vòng đấu loại trực tiếp
Nhằm tránh để các cầu thủ tiềm năng bị kiệt sức, 1 quy định đã được đưa ra theo đó tất cả các trận ở vòng đấu loại trực tiếp sẽ tiến hành đá luân lưu 11m nếu tỉ số trận đấu là hòa sau 90 phút thi đấu chính thức, nhờ đó tránh việc phải tổ chức thêm 30 phút đá 2 hiệp phụ.
|  | Round of 16              | Round of 16           |                               |       | Tứ kết        | Tứ kết        |                               |                               | Bán kết | Bán kết |  |  | Chung kết | Chung kết |
|  |                          |                       |                               |       |               |               |                               |                               |         |         |  |  |           |           |
|  | 29 tháng 6 – Morelia     |                       |                               |       |               |               |                               |                               |         |         |  |  |           |           |
|  |                          |                       |                               |       |               |               |                               |                               |         |         |  |  |           |           |
|  | Cộng hòa Congo           | 1                     |                               |       |               |               |                               |                               |         |         |  |  |           |           |
|  | Cộng hòa Congo           | 1                     | 3 tháng 7 – Monterrey         |       |               |               |                               |                               |         |         |  |  |           |           |
|  | Uruguay                  | 2                     |                               |       |               |               |                               |                               |         |         |  |  |           |           |
|  | Uruguay                  | 2                     | Uruguay                       | 2     |               |               |                               |                               |         |         |  |  |           |           |
|  | 29 tháng 6 – Torreón     |                       | Uruguay                       | 2     |               |               |                               |                               |         |         |  |  |           |           |
|  |                          | Uzbekistan            | 0                             |       |               |               |                               |                               |         |         |  |  |           |           |
|  | Uzbekistan               | Uzbekistan            | 0                             | 4     |               |               |                               |                               |         |         |  |  |           |           |
|  | Uzbekistan               |                       | 7 tháng 7 – Guadalajara       | 4     |               |               |                               |                               |         |         |  |  |           |           |
|  | Úc                       | 0                     |                               |       |               |               |                               |                               |         |         |  |  |           |           |
|  | Úc                       | 0                     | Uruguay                       | 3     |               |               |                               |                               |         |         |  |  |           |           |
|  | 29 tháng 6 – Monterrey   |                       | Uruguay                       | 3     |               |               |                               |                               |         |         |  |  |           |           |
|  |                          | Brasil                | 0                             |       |               |               |                               |                               |         |         |  |  |           |           |
|  | Nhật Bản                 | Brasil                | 0                             | 6     |               |               |                               |                               |         |         |  |  |           |           |
|  | Nhật Bản                 | 3 tháng 7 – Querétaro |                               | 6     |               |               |                               |                               |         |         |  |  |           |           |
|  | New Zealand              | 0                     |                               |       |               |               |                               |                               |         |         |  |  |           |           |
|  | New Zealand              | 0                     | Nhật Bản                      | 2     |               |               |                               |                               |         |         |  |  |           |           |
|  | 29 tháng 6 – Guadalajara |                       | Nhật Bản                      | 2     |               |               |                               |                               |         |         |  |  |           |           |
|  |                          | Brasil                | 3                             |       |               |               |                               |                               |         |         |  |  |           |           |
|  | Brasil                   | Brasil                | 3                             | 2     |               |               |                               |                               |         |         |  |  |           |           |
|  | Brasil                   |                       | 10 tháng 7 – Thành phố México | 2     |               |               |                               |                               |         |         |  |  |           |           |
|  | Ecuador                  | 0                     |                               |       |               |               |                               |                               |         |         |  |  |           |           |
|  | Ecuador                  | 0                     | Uruguay                       | 0     |               |               |                               |                               |         |         |  |  |           |           |
|  | 30 tháng 6 – Querétaro   |                       | Uruguay                       | 0     |               |               |                               |                               |         |         |  |  |           |           |
|  |                          | México                | 2                             |       |               |               |                               |                               |         |         |  |  |           |           |
|  | Đức                      | México                | 2                             | 4     |               |               |                               |                               |         |         |  |  |           |           |
|  | Đức                      | 4 tháng 7 – Morelia   |                               | 4     |               |               |                               |                               |         |         |  |  |           |           |
|  | Hoa Kỳ                   | 0                     |                               |       |               |               |                               |                               |         |         |  |  |           |           |
|  | Hoa Kỳ                   | 0                     | Đức                           | 3     |               |               |                               |                               |         |         |  |  |           |           |
|  | 30 tháng 6 – Pachuca     |                       | Đức                           | 3     |               |               |                               |                               |         |         |  |  |           |           |
|  |                          | Anh                   | 2                             |       |               |               |                               |                               |         |         |  |  |           |           |
|  | Anh (pen.)               | Anh                   | 2                             | 1 (4) |               |               |                               |                               |         |         |  |  |           |           |
|  | Anh (pen.)               |                       | 7 tháng 7 – Torreón           | 1 (4) |               |               |                               |                               |         |         |  |  |           |           |
|  | Argentina                | 1 (2)                 |                               |       |               |               |                               |                               |         |         |  |  |           |           |
|  | Argentina                | 1 (2)                 | Đức                           | 2     |               |               |                               |                               |         |         |  |  |           |           |
|  | 30 tháng 6 – Querétaro   |                       | Đức                           | 2     |               |               |                               |                               |         |         |  |  |           |           |
|  |                          | México                | 3                             |       | Tranh hạng ba | Tranh hạng ba |                               |                               |         |         |  |  |           |           |
|  | Pháp                     | México                | 3                             | 3     | Tranh hạng ba | Tranh hạng ba |                               |                               |         |         |  |  |           |           |
|  | Pháp                     | 4 tháng 7 – Pachuca   | 4 tháng 7 – Pachuca           | 3     |               |               | 10 tháng 7 – Thành phố México | 10 tháng 7 – Thành phố México |         |         |  |  |           |           |
|  | Bờ Biển Ngà              | 4 tháng 7 – Pachuca   | 4 tháng 7 – Pachuca           | 2     |               |               | 10 tháng 7 – Thành phố México | 10 tháng 7 – Thành phố México |         |         |  |  |           |           |
|  | Bờ Biển Ngà              | Pháp                  | 1                             | 2     | Brasil        | 3             |                               |                               |         |         |  |  |           |           |
|  | 30 tháng 6 – Pachuca     | Pháp                  | 1                             |       | Brasil        | 3             |                               |                               |         |         |  |  |           |           |
|  |                          | México                | 2                             |       | Đức           | 4             |                               |                               |         |         |  |  |           |           |
|  | México                   | México                | 2                             | 2     | Đức           | 4             |                               |                               |         |         |  |  |           |           |
|  | México                   |                       |                               | 2     |               |               |                               |                               |         |         |  |  |           |           |
|  | Panama                   | 0                     |                               |       |               |               |                               |                               |         |         |  |  |           |           |
|  | Panama                   | 0                     |                               |       |               |               |                               |                               |         |         |  |  |           |           |

### Vòng 1/16
| Uzbekistan                                                            | 4–0      | Úc |
| --------------------------------------------------------------------- | -------- | -- |
| Makhstaliev 11' · T. Khakimov 40' · Chapman 66' (l.n.) · Yarbekov 89' | Chi tiết |    |

| Brasil                  | 2–0      | Ecuador |
| ----------------------- | -------- | ------- |
| Ademilson 16' · Léo 87' | chi tiết |         |

| Cộng hòa Congo | 1–2      | Uruguay                 |
| -------------- | -------- | ----------------------- |
| Binguila 53'   | chi tiết | Moreira 65' · Silva 86' |

| Nhật Bản                                                               | 6–0      | New Zealand |
| ---------------------------------------------------------------------- | -------- | ----------- |
| Ishige 20', 22' · Hayakawa 32', 80' · Colvey 42' (l.n.) · Minamino 56' | chi tiết |             |

| Đức                                               | 4–0      | Hoa Kỳ |
| ------------------------------------------------- | -------- | ------ |
| Günter 20' · Weiser 40' · Yesil 43' · Ducksch 50' | chi tiết |        |

| Anh                                                  | 1–1      | Argentina                          |
| ---------------------------------------------------- | -------- | ---------------------------------- |
| Sterling 40'                                         | chi tiết | Padilla 12'                        |
| Loạt sút luân lưu                                    |          |                                    |
| Magri · Morgan · Clayton · Forster-Caskey · Chalobah | 4–2      | Ocampos · Pugh · Iñíguez · Allione |

| Pháp                                 | 3–2      | Bờ Biển Ngà                        |
| ------------------------------------ | -------- | ---------------------------------- |
| Benzia 37' (ph.đ.), 74' · Nangis 65' | chi tiết | S. Coulibaly 3' · Diarrassouba 25' |

| México                | 2–0      | Panama |
| --------------------- | -------- | ------ |
| Fierro 2' · Bueno 89' | chi tiết |        |

### Tứ kết
| Uruguay                     | 2–0      | Uzbekistan |
| --------------------------- | -------- | ---------- |
| Charamoni 29' · Aguirre 64' | chi tiết |            |

| Nhật Bản                    | 2–3      | Brasil                               |
| --------------------------- | -------- | ------------------------------------ |
| Nakajima 77' · Hayakawa 88' | chi tiết | Léo 16' · Ademilson 48' · Adryan 60' |

| Đức                       | 3–2      | Anh                          |
| ------------------------- | -------- | ---------------------------- |
| Yesil 7', 53' · Ayhan 24' | chi tiết | Magri 67' (ph.đ.) · Hope 83' |

| Pháp      | 1–2      | México                     |
| --------- | -------- | -------------------------- |
| Ikoko 17' | chi tiết | Escamilla 14' · Fierro 50' |

### Bán kết
| Uruguay                                             | 3–0      | Brasil |
| --------------------------------------------------- | -------- | ------ |
| Álvarez 20' (ph.đ.) · San Martín 72' · Méndez 90+5' | chi tiết |        |

| Đức                 | 2–3      | México                          |
| ------------------- | -------- | ------------------------------- |
| Yesil 10' · Can 60' | chi tiết | Gómez 3', 90' · Espericueta 76' |

### Tranh hạng ba
| Brasil                                   | 3–4      | Đức                                         |
| ---------------------------------------- | -------- | ------------------------------------------- |
| Wellington 22' · Adryan 29' (ph.đ.), 33' | chi tiết | Aydin 20', 63' · Günter 45+1' · Aycicek 55' |

### Chung kết
| Uruguay | 0–2      | México                       |
| ------- | -------- | ---------------------------- |
|         | chi tiết | Briseño 31' · Casillas 90+2' |

## Giải thưởng

### Đội vô địch
| Vô địch FIFA U-17 World Cup 2011 México Lần thứ hai |

### Giải thưởng cá nhân
| Quả bóng vàng        | Quả bóng bạc         | Quả bóng đồng   |
| -------------------- | -------------------- | --------------- |
| Julio Gómez          | Jonathan Espericueta | Carlos Fierro   |
| Chiếc giày vàng      | Chiếc giày bạc       | Chiếc giày đồng |
| Souleymane Coulibaly | Samed Yesil          | Adryan          |
| 9 bàn                | 6 bàn                | 5 bàn           |
| Găng tay vàng        |                      |                 |
| Jonathan Cubero      |                      |                 |
| Giải phong cách      |                      |                 |
| Nhật Bản             |                      |                 |

## Cầu thủ ghi bàn
9 bàn
- Souleymane Coulibaly

6 bàn
- Samed Yesil

5 bàn
| - Ademilson | - Adryan | - Yassine Benzia |

4 bàn
| - Okan Aydin | - Carlos Fierro |  |

3 bàn
| - Levent Aycicek - Koray Günter - Mitchell Weiser - Hayakawa Fumiya | - Ishige Hideki - Giovani Casillas - Julio Gómez | - Stephen Carmichael - Timur Khakimov - Abbosbek Makhstaliev |

2 bàn
| - Léo - Lukáš Juliš - José Francisco Cevallos - Hallam Hope | - Raheem Sterling - Marvin Ducksch - Jorge Espericueta - Jorman Aguilar | - Elbio Álvarez - Guillermo Méndez - Alfred Koroma |

1 bàn
| - Brian Ferreira - Maximiliano Padilla - Lucas Pugh - Jonathan Silva - Jesse Makarounas - Luke Remington - Dylan Tombides - Lucas Piazón - Wallace - Wellington - Sadi Jalali - Quillan Roberts - Hardy Binguila - Bel-Ange Epako - Justalain Kounkou - Christ Nkounkou - Drissa Diarrassouba - Viktor Fischer - Lee Rochester Sørensen - Kenneth Zohore - Carlos Gruezo - Jordan Jaime | - Kevin Mercado - Nathaniel Chalobah - Max Clayton - Sam Magri - Adam Morgan - Blair Turgott - Sébastien Haller - Jordan Ikoko - Lenny Nangis - Abdallah Yaisien - Kaan Ayhan - Emre Can - Cimo Röcker - Zhelano Barnes - Andre Lewis - Akino Hiroki - Matsumoto Masaya - Minamino Takumi - Nakajima Shoya - Takagi Daisuke - Ueda Naomichi | - Antonio Briseño - Marco Bueno - Kevin Escamilla - Alfonso González - Memphis Depay - Kyle Ebecilio - Danzell Gravenberch - Jordan Vale - Jo Kwang - Ju Jong-Chol - Kang Nam-Gwon - Alejandro Guido - Esteban Rodriguez - Rodrigo Aguirre - Santiago Charamoni - Juan Cruz Mascia - Maximiliano Moreira - Leonardo Pais - Juan San Martín - Gastón Silva - Bobir Davlatov - Davlatbek Yarbekov |

Phản lưới nhà
- Connor Chapman (trận gặp Uzbekistan)
- Kip Colvey (trận gặp Nhật Bản)
- Jong Kwang-Sok (trận gặp Mexico)